# Шестнадесета пехотна дивизия
Шестнадесета пехотна дивизия е българска военна част формирана под името Щаб на Беломорския отряд на територията на Беломорска Тракия и Егейска Македония и взела участие във Втората световна война (1941 – 1945).

## Формиране
Дивизията е формирана на 24 май 1941 г. като „Щаб на Беломорския отряд“ към 2-ра дивизионна област, преименувана на 12 ноември 1941 г. в „Шестнадесета пехотна дивизия“ с щаб в Ксанти.

### Състав
Шестнадесета пехотна дивизия е в следния състав:
- 57-и пехотен драмски полк
- 58-и пехотен гюмюрджински полк
- 18-и, 19-и и 21-ви граничен участък
- 6-и конен полк

както и придадените им тилови части и служби
- 59-и пехотен пирински полк (от 2 март 1943 г.)

## История
Съгласно т.нар. спогодба Клодиус-Попов (1941) България поема временен ангажимент да замени германските войски на територията на Беломорска Тракия и Егейска Македония, като създаде администрация на тези райони и запази различните германски икономически интереси там.
Бългорската Втора армия навлиза в Беломорието на 19 и 20 април 1941 г. След повторното освобождение на Беломорската област се извършва подмяна на войските и мястото на Втора армия се заема от Беломорския отряд с командир полковник Георги Ковачев.
Той е сформиран на 29 юни 1941 г. към Втора дивизионна област в Пловдив като мирновременно формирование, пряко подчинено на Щаба на войската и сменя войските на армията. Към 21 юли завършва изнасянето и разполагането на подразделенията на отряда в Беломорието. Съставът на отряда е Щаб, два пехотни полка – (Гюмюрджински и Кавалски), Беломорска флотилия, две трудови дружини, етапна интендантско-охранителна дружина, Беломорска болница със санитарен взвод и военнополеви съд. Поради това, че в източната част на областта е разположена Единадесета пехотна дивизия за прикритието на българо-турската граница, Гюмюрджинският пехотен полк на Беломорския отряд е с две пехотни дружини (Гюмюрджинска и Ксантинска), конен дивизион и домакински ескадрон. Кавалския пехотен полк има четири пехотни дружини (Канадска, 1-ва и 2-ра Драмска и Сярска), конен дивизион, конен противоброневи взвод, домакински ескадрон. В състава на полка са и 18-и и 19-и граничен участък с щабове съответно в Сяр и Порна. По този начин Беломорският отряд поема охраната на западната, южната (морска) граница на областта, докато източната се охранява от 11-а пехотна дивизия.
Щабът на отряда със службите и обслужващите го подразделения се разполага в областния град Ксанти. Командването дислоцира подразделенията на отряда в главните населени пунктове. Kомандването на Беломорската флотилия е в Кавала.

## Боен път
От 25 ноември 1941 г. българското командване извършва някои организационни изменения. Отрядът се преименува в 16-а пехотна дивизия. Първоначалният замисъл с една дивизия под името на отряд, усилена с някои подразделения и части, включени в нея, да се осигури отбраната на Беломорието, се установява, че е трудно осъществима.
Щабът, управлението и частите на дивизията остават в досегашните си гарнизони. Попълнението на дивизията се извършва от 2-ра, 3-та, 7-а и 8-а дивизионна област. Дивизията си остава пряко подчинена на Щаба на войската.
От 10 декември полковник Трифон Трифонов поема командването на дивизията от полковник Г. Генов. В състава ѝ се включват два пехотни полка, два конни полка и придадени части и служби. В пехотните полкове не се извършва промяна. Драмският пехотен полк продължава да е с четири пехотни дружини при старата им дислокация. В организационния състав на полка остават 18-и и 19-и граничен участък. Гюмюрджинският пехотен полк си остава с две Гюмюрджинска и Ксантийска пехотна дружина. В състава на полка е и 21-ви граничен участък с щаб в село Дервент.
При новата организационна структура в състава на дивизията се включват и два конни полка. Това повишава нейната маневреност и позволява на дивизията да изгради по-добре отбраната на Беломорския бряг. Конните полкове се дислоцират в населени пунктове на най-десантно достъпните места. Трети конен полк е дислоциран в Кавала, а Шести конен полк – в Дедеагач.
Възможностите на 16-а пехотна дивизия се увеличават както от организационните ѝ изменения, така и чрез придадените ѝ части и поделения. Така се подобрява плътността на отбраната. Придават ѝ се 67-и пехотен полк, 8-и етапен полк, 443-то войсково разузнавателно ято, сборната опълченска дружина. Дивизията разполага с 16-а дивизионна болница в Драма. Освен това ѝ се придава и 11-а армейска хирургическа болница. В резултат на организационните изменения и придадените ѝ части, личният състав на дивизията значително нараства. Към 1 октомври 1941 г. Беломорският отряд разполага с 11 767 души личен състав и 1336 коня. Към 1 януари 1942 г. след преименуването и организационните изменения на 16-а пехотна дивизия, мирновременният ѝ състав нараства на 14 482 души и 4326 коня. В 1942 г., след като беломорският флотски състав е реорганизиран, „Беломорската флотилия“ е образувана като отделна част от другите армейски сили в Беломорския отряд.
От 5 ноември 1943 г. влиза в състава на Втори окупационен корпус, заедно със Седма и Двадесет и осма пехотни дивизии. Изтегля се в старите граници на България в дните след 9 септември 1944 г.

### Военни операции срещу Третия Райх
През декември 1944 година дивизията се мобилизира и взема участие във втората фаза на военните операции против Третия райх (декември 1944 – май 1945). Участва в Дравската и Мурската операции където има решаваща роля след като е въведена като армейски резерв в боевете за Драва през март 1945 г. и със своите действия отхвърля германските опити за предмостие на Долни Михоляц и Харкан, където атакувайки фронтално частите на германската танкова дивизия от Група „Е“ я обръща в бягство и унищожава посредством своята артилерия които разчети с права стрелба и действия съвместно с Първа армейска моторизирана дружина обръщат германските танкови колони при Драва Соболч и Драва Чехи. Демобилизира се и се разформира през юли 1945 година.

## Наименования
През годините дивизията носи различни имена според претърпените реорганизации:
- Щаб на Беломорския отряд (24 май 1941 – 12 ноември 1941)
- Шестнадесета пехотна дивизия (12 ноември 1941 – юли 1945)
- Тридесета пехотна дивизия (1949 – 1950)

## Началници
Званията са към датата на заемане на длъжността.
| №        | звание    | име               | дати                               |
| -------- | --------- | ----------------- | ---------------------------------- |
| 1.       | Полковник | Георги Ковачев    | 21 юли 1941 – 25 ноември 1941      |
| 2.       | Полковник | Георги Генев      | 25 ноември 1941 – 10 декември 1941 |
| 3.       | Полковник | Трифон Трифонов   | 10 декември 1941 – 22 ноември 1943 |
| 4.       | Полковник | Страшимир Велчев  | 22 ноември 1943 – 6 юли 1944       |
| 5.       | Полковник | Иван Николов      | 6 юли 1944 – 17 ноември 1944       |
| временен | Полковник | Петър Хаджииванов | септември 1944 (временен)          |
| 6.       | Полковник | Цоню Ганев        | 14 ноември 1944 – юли 1945         |